# Europastraße 31
Die Europastraße 31 (E 31) ist eine Europastraße und führt von Rotterdam in den Niederlanden nach Hockenheim in Deutschland.

## Streckenverlauf
Sie führt in den Niederlanden über die A 15, die am Knooppunt Ridderkerk kurz mit der A 16 zusammenläuft. Bei Rotterdam ist die A 15 als „Ring Rotterdam Zuid“ bekannt. Von Knooppunt Valburg bis Knooppunt Ewijk führt sie über die A 50, ab Ewijk über die A 73 nach Rijkevoort. Von dort aus führt sie auf der A 77 zur deutschen Grenze bei Goch.
Von der Grenze führt die Straße westlich des Rheins auf der A 57 zum Autobahnkreuz Köln-Nord, wo sie auf der A 1 Richtung Autobahndreieck Erfttal führt, bis zum Autobahnkreuz Bliesheim auf der A 1/A 61 verläuft und dann auf der A 61 weiterhin linksrheinisch bis nach Speyer. Dort wird der Rhein überquert und die Strecke wird bis zum Autobahndreieck Hockenheim weitergeführt, dort besteht Anschluss an die E 50.

## Städte an der E31
| Niederlande: - Papendrecht - Gorinchem - Tiel - Nijmegen - Boxmeer | Deutschland: - Goch - Moers - Krefeld - Neuss - Dormagen | - Köln - Meckenheim - Bad Neuenahr - Koblenz - Bingen am Rhein | - Bad Kreuznach - Worms - Ludwigshafen am Rhein - Speyer - Hockenheim |

## Falsche Beschilderung in Italien
Die Beschilderung als E 31 taucht oft auf der italienischen Autostrada A15 auf, obwohl dies offiziell ein Teil der E 33 ist. Vermutlich geht das auf einen Nummerntausch der beiden Europastraßen zurück. In den 1970er Jahren wurde die heutige deutsche Bundesautobahn 61, von der niederländischen Grenze bis zum Kreuz Frankenthal, in der Netzplanung als E 33 bezeichnet.